# Боева, Наталья Дмитриевна
Наталья Дмитриевна Боева (род. 26 декабря 1951 года в г. Батуми Аджарской АССР в составе Грузинской ССР) — российский предприниматель, государственный и политический деятель, депутат Государственной Думы VII созыва. Член фракции «Единая Россия».

## Биография
После окончания Краснодарского техникума сахарной промышленности по специальности «экономист» с 1970 по 1974 год работа лаборантом Каневского сахарного завода. С 1974 по 1981 год работала экономистом районной плановой комиссии исполкома Каневского районного Совета народных депутатов. В 1981 году, в возрасте 30 лет окончила Ростовский-на-Дону институт народного хозяйства по специальности: «планирование промышленности». После получения высшего образования была назначена начальником районной плановой комиссии исполкома Каневского районного Совета народных депутатов.
В 1982—1991 годах работала заместителем председателя райисполкома, председателем плановой комиссии. 15 августа 1991 г. возглавила филиал Брюховецкого молочного консервного комбината в ст. Стародеревянковской. С августа 1991 г. — директор Стародервянковского молочного завода, с 1992 г. завод был преобразован в ЗАО Фирма «Калория», позже переименовано в ООО «Калория», генеральным директором которого стала Боева Н. Д.
В октябре 2012 года баллотировалась в депутаты Заксобрания по одномандатному избирательному округу № 22, по итогам выборов избрана депутатом Законодательного собрания Краснодарского края V созыва. В мае 2016 года выиграла праймериз партии «Единая Россия», была выдвинута кандидатом в депутаты Госдумы по Каневскому одномандатному избирательному округу № 53 Краснодарского края. 18 сентября одержала победу на выборах, с 5 октября 2016 года депутат Государственной Думы седьмого созыва. Член политической фракции «Единая Россия». Член комитета по аграрным вопросам. 

## Законотворческая деятельность
С 2016 по 2019 год, в течение исполнения полномочий депутата Государственной Думы VII созыва, выступила соавтором 104 законодательных инициатив и поправок к проектам федеральных законов.
Голосовала ЗА "закон о повышении пенсионного возраста" - ФЗ  № 489161-7 "О внесении изменений в отдельные законодательные акты Российской Федерации по вопросам назначения и выплаты пенсий"  http://vote.duma.gov.ru/vote/105612